# Hamid Mohammadneżad
Hamid Mohammadneżad (pers. حمید محمد نژاد) – irański zapaśnik w stylu wolnym. Zdobył srebrny medal Mistrzostw Azji w 2005. Wicemistrz świata juniorów z 2001 roku.